# کارناوال فریدوم
کارناوال فریدوم (به انگلیسی: Carnival Freedom) یک کشتی است که طول آن ۹۵۲ فوت (۲۹۰٫۲ متر) می‌باشد. این کشتی در سال ۲۰۰۷ ساخته شد.